# Francesco de Filos
Francesco de Filos, o Francesco Filosi (Mezzolombardo, 2 marzo 1772 – Rovereto, 18 agosto 1864), è stato uno scrittore e rivoluzionario italiano.

## Biografia
Nacque in Trentino, in una famiglia agiata che gli consentì di frequentare ginnasio e liceo dapprima a Bressanone, successivamente in Baviera e infine a Trento. Si distinse nello studio e nella diffusione delle idee liberali tra gli amici e i compagni di studi. Trasferitosi ad Innsbruck per frequentare l'università venne influenzato dal cavaliere inglese Levett Hanson (1754-1814) e nel 1792 diede vita, assieme ad alcuni compagni, ad un "club per la propagazione delle idee e delle istituzioni liberali" sul modello delle analoghe organizzazioni massoniche francesi e inglesi. Furono però traditi da uno studente meranese di nome Burger, il quale rivelò alla polizia austriaca che il club promulgava massime contrarie all'imperatore e stava organizzando la liberazione di alcuni prigionieri francesi. Il 7 agosto 1793 Filos, assieme ad alcuni soci, fu arrestato e condannato a tredici mesi di carcere, essendo stato assolto dall'accusa di alto tradimento.
Uscito di prigione continuò gli studi fino al 1796, quando andò via da Innsbruck per unirsi all'esercito di Napoleone Bonaparte che era giunto nei pressi del suo paese natale. Bonaparte era giunto in località Spini sulla sponda sinistra dell'Adige ed era deciso a saccheggiare la borgata di Lavis dopo che una compagnia di Kaiserjäger tirolesi avevano fatto fuoco contro le sue truppe. De Filos, su esortazione del Municipio di Lavis, si recò personalmente dal generale francese e lo convinse a risparmiare il paese; il Municipio di Lavis, per ringraziamento, gli diede la cittadinanza onoraria.
Successivamente si mise sotto la protezione del generale francese Vaubois: si stabilì a Brescia dove seppe ingraziarsi gli oppositori al dominio veneziano sulla città. Dopo la battaglia di Rivoli (14 gennaio 1797), vinta da Bonaparte, Filos accompagnò Gioacchino Murat fino a Trento, dove seppe che gli imperiali occupavano ancora Mezzolombardo e il vicino San Michele all'Adige. Murat allora annunciò agli ufficiali presenti che con i 500 uomini del suo seguito intendeva, con un colpo ardito, liberare la borgata di Mezzolombardo. Il giorno successivo il generale avanzò per la via di Zambana con i suoi uomini ed i 2000 Croati misti ad Austriaci di guarnigione, vedendo le bandiere repubblicane, fuggirono fino al ponte sul fiume Noce.
Alla fine del febbraio 1797 Francesco tornò a Brescia, appartenente alla Repubblica di Venezia, e partecipò alla rivolta del 17 marzo contro la Serenissima; si distinse pure nella liberazione di Salò dalle soldatesche venete. Dopo che Brescia venne tuttavia riconquistata dalle forze della Prima coalizione, un drappello di giacobini e guardie civiche, fra cui De Filos, si diressero nuovamente verso la città; ma lungo la strada si scontrarono con gli abitanti della valle Sabbia, fedeli al Leone di San Marco, appoggiati da un piccolo corpo di truppa tedesca, che le misero in fuga e presero alcuni prigionieri, fra cui lo stesso De Filos che fu condotto a Venezia.
Liberato poco tempo dopo, con la caduta della Repubblica di Venezia (12 maggio 1797) De Filos, fautore del regime napoleonico, si mise in luce come funzionario fedele e diligente dei francesi. Nel 1806 fu fra i fondatori della loggia massonica Amalia Augusta di Brescia. Fu viceprefetto a Cles e Bolzano, e nel 1812 a Pavia. Con la restaurazione (1815) cooperò nuovamente con l'Impero austriaco. Tornato in Trentino nel 1818, si dedicò alla letteratura; fu fra l'altro presidente dell'Accademia Roveretana degli Agiati dal 1852 al 1855. Nel 1842 apparve, a cura dell'Accademia degli Agiati, la sua autobiografia (Memorie e confessioni di me stesso).

## Opere
- Francesco De Filos, Memorie e confessioni di me stesso: autobiografia di Francesco Filos. Rovereto: tip. di Ugo Grandi, 1924
- Francesco De Filos, Notizie storiche di Mezzolombardo; con note del prof. Desid. Reich. Trento: Artigianelli, 1998